# Jeong Bo-kyeong
Jeong Bo-kyeong, född den 17 april 1991 i Jinju, är en sydkoreansk judoutövare.
Hon tog OS-silver i de olympiska judo-turneringarna vid olympiska sommarspelen 2016 i Rio de Janeiro i damernas extra lättvikt..